# Minna Nikkanen
Minna Nikkanen (ur. 9 kwietnia 1988 w Somero) – fińska lekkoatletka specjalizująca się w skoku o tyczce.

## Osiągnięcia
- złoto mistrzostw Europy juniorów (Hengelo 2007)
- srebrny medal młodzieżowych mistrzostw Europy (Kowno 2009)
- 9. miejsce podczas mistrzostw Europy (Barcelona 2010)
- 7. miejsce podczas mistrzostw Europy (Zurych 2014)
- 10. miejsce podczas mistrzostw świata (Pekin 2015)
- 9. miejsce podczas mistrzostw Europy (Amsterdam 2016)
- 6. miejsce podczas halowych mistrzostw Europy (Belgrad 2017)
- wielokrotna mistrzyni i rekordzistka kraju

W 2012 reprezentowała Finlandię na igrzyskach olimpijskich w Londynie. 26. miejsce w eliminacjach nie dało jej awansu do finału.

## Rekordy życiowe
- skok o tyczce (stadion) – 4,60 (2015) były rekord Finlandii
- skok o tyczce (hala) – 4,61 (2016)